# Света Васа
Света Васа је ранохришћанска мученица за веру и светитељ у Православној цркви. Живела је у Римском царству у граду Едеса, за време владавине цара Максимијана (305-311). Била је удата за паганског свештеника са којим је имала три сина: Теогоија, Агапија и Писта. Пошто је и сама била хришћанка, синове је васпитала у хришћанској традицији.
Пошто ју је муж оптужио на суду да је хришћанка, затворена је у тамницу заједно са децом. Пошто је изјавила да је хришћанка, на суду су њена деца мучена, а затим и убијена. Током мучења Васа је охрабривала децу да издрже муке за веру. Након тога је поново затворена у тамницу и ускраћена јој је храна. Хришћани верују да су јој анђели у тамници давали храну те због тога није умрла од глади. Након тога је у Македонији приморавана да принесе жртву идолима. Међутим Васа је то одбила. Након тога је мучена и бачена у море. Хришћани верују да се тада догодило чудо и да су се појавила три човека који су сијали сјајније од сунца и поставили је у лађу. После осам дана Васа се појавила са друге стране Мраморног мора на малом острву недалеко од града Кизик. Када је стигла на острво Васа се јавила војницима. Када је за то чуо, македонски игемон Филип је написао писмо управитељу Хелеспонтске области са седиштем у Кизику да ухвати Васу. Када је поново одбила да принесе жртву идолима, батинама су јој поломљене руке и ноге и на крају јој је одсечена глава.. 
Познато је да је око 450. године у Халкидону постојала црква посвећена светој Васи.
Православна црква слави свету Васу 21. августа по црквеном, а 3. септембра по грегоријанском календару.